# Abd al-Razzak Mirza
Abd al-Razzak Mirza fou príncep timúrida de Kabul. Era fill d'Ulugh Beg II al que va succeir a la seva mort quan era un infant; el governador de Kandahar (govern que li havia concedit Husayn Baykara d'Herat a finals del segle XV) l'arghúnida Muhammad Mukim Dhu l-Nun Beg Arghun es va casar amb una filla d'Ulugh Beg II i va assolir de fet el poder com a regent fins a l'octubre de 1504 quan la ciutat fou conquerida per Baber obligant a Mukim a retirar-se a Kandahar. El jove Abd al-Razzak Mirza no torna a ser esmentat.